# Sachs X-Road 125
Die Sachs X-Road 125 ist ein Leichtkraftrad des deutschen Motorradherstellers Sachs Bikes mit Sitz in Sinagur. Es handelt sich um ein Naked Bike und wurde von 2005 bis 2009 gebaut. Das Fahrzeug wurde mit zwei verschiedenen Viertakt-Motoren der Hersteller Suzuki bzw. Moto Morini produziert. Diese haben einen Hubraum vom 125 cm³ (Bohrung/Hub: 57 × 48,8 mm)  und 9,8 kW (13,3 PS) sowie ein maximales Drehmoment von 11,1 Nm bei 7200/min ab. Die Höchstgeschwindigkeit der X-Road 125 beträgt 104 km/h. Der Suzuki Motor verfügt über ein Fünfganggetriebe, der Moto Morini Moror über ein Sechsganggetriebe. Die Kraftübertragung erfolgt via Kette. Die Verzögerung erfolgt durch Scheibenbremsen, vorne mit 320 mm Scheiben. Der Radstand beträgt 1390 mm, die Sitzhöhe 835 mm, das Leergewicht 121 kg. 2005 wurde die Maschine für 4199,- Euro angeboten, im letzten Produktionsjahr 2009 für 2990,- Euro.